# 宮木高明

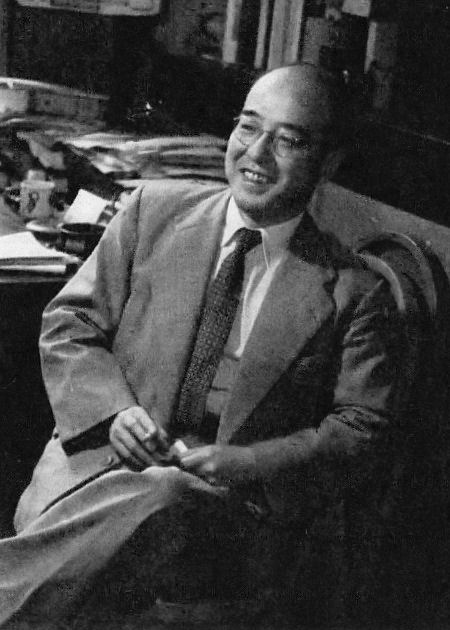
宮木高明

宮木 高明（みやき たかあき、1911年1月30日-1974年1月9日）は、日本の薬学者。

## 経歴
東京浅草の商家に生まれる。京華中学校、第一高等学校、1935年東京帝国大学医学部薬学科卒、副手、38年助手、42年「Napthyridin誘導体の合成研究」で薬学博士、千葉医科大学附属薬学専門部教授。1947年千葉医科大学教授。49年千葉大学薬学部長、教授。
1974年1月9日、脳出血のため東邦大学医学部大森病院にて死去。62歳。

## 著書
- 『薬学』朝日新聞社 朝日新講座 1950
- 『新薬』朝日新聞社 アサヒ相談室 1953
- 『薬品化学』南山堂 1953
- 『家庭の薬』時事通信社 1956
- 『薬』岩波新書 1957
- 『新薬千一夜』毎日新聞社 1957
- 『ペニシリン以後 特効薬の世界』創元社 創元医学新書 1957
- 『くすり放談』東洋経済新報社 1960
- 『薬の正しい使い方』実業之日本社 1962
- 『くすり百科』文芸春秋新社 ポケット文春 1965
- 『薬学概論』広川書店 1971

### 共編著
- 『植物塩基』津田恭介共著 広川書店 薬学叢書　1940
- 『化学実験の装置と操作』三宅良一共著 広川書店 1949
- 『常用薬局便覧』共編 和光書院 1954
- 『微生物薬品化学』林誠,山岸三郎共著 医学書院　薬学双書 1959
- 『科学随筆全集 第11 人間と医学』島崎敏樹,時実利彦,中山恒明,林髞共著 学生社 1962
- 『生化学の領域』三浦義彰共著 南江堂 1967
- 『新編食品衛生学』豊川行平,辺野喜正夫共編集 朝倉書店 1972
- 『科学随筆文庫　科学への道』安騎東野、木下杢太郎共著　学生社、1978

### 翻訳
- ウォルター・モデル, アルフレッド・ランシング タイムライフブックス編集部 『薬と人体』タイムライフブックス 1975

## 参考
- 『科学への道』附載年譜